# Warped!
Warped! foi uma série de televisão de comédia americana criada por Kevin Kopelow e Heath Seifert e foi exibida pela Nickelodeon em 16 de janeiro e 31 de março de 2022. A série é estrelada por Kate Godfrey, Anton Starkman, Ariana Molkara e Christopher Martinez.
No Brasil, a série estreou em 1 de abril de 2022, pela Nickelodeon Brasil.

## Premissa
Warped! segue Milo, o amado chefe geek e gerente de uma popular loja de quadrinhos, Warped!, cujo microcosmo é interrompido quando seu chefe contrata a barulhenta e excitável Ruby.

## Personagens

### Principais
- Kate Godfrey como Ruby, uma adolescente excêntrica e impulsiva que começa a trabalhar na loja de quadrinhos Warped! depois de se mudar para a cidade. Além de ser uma especialista em quadrinhos como Milo, ela é uma boa artista e o ajuda com a sua romance gráfico desenhando os personagens.
- Anton Starkman como Milo, o gerente da loja de quadrinhos Warped!, e um especialista em quadrinhos. Ele muitas vezes age como o maior responsável pelas situações complicadas que ele e seus amigos vivenciam. Ele sonha em escrever um romance gráfico.
- Ariana Molkara como Darby, uma amiga de Milo e Ruby, que gosta de se vestir como diferentes personagens fictícios.
- Christopher Martinez como Hurley, um amigo de Milo e Ruby, que trabalha na pizzaria acima da loja de quadrinhos no shopping, embora muitas vezes negligencie seu trabalho.

### Recorrentes
- Makenzie Lee-Foster como Ren, uma garotinha que costuma estar na loja de quadrinhos lendo quadrinhos para um público mais maduro.
- Milan Carter como Wilson, o proprietário do Warped!, e o chefe de Milo e Ruby.

## Produção
Em 23 de outubro de 2020, foi anunciado que a Nickelodeon encomendou um piloto para Warped!, uma série de televisão de comédia de quadrinhos criada por Kevin Kopelow e Heath Seifert. Kevin Kopelow, Heath Seifert e Kevin Kay atuam como produtores executivos. Em 18 de março de 2021, foi anunciado que a Nickelodeon oficialmente deu luz verde à Warped!  como uma série de televisão de comédia de amigos. O elenco da série inclui Kate Godfrey como Ruby, Anton Starkman como Milo, Ariana Molkara como Darby e Christopher Martinez como Hurley. O episódio piloto foi dirigido por Jonathan Judge. Em 20 de dezembro de 2021, foi anunciado que a série estrearia em 20 de janeiro de 2022; no entanto, a série começou a ser exibida em 16 de janeiro de 2022, marcada como uma prévia.

## Episódios
| N.º | Título                                  | Dirigido por           | Escrito por                   | Exibição original                           | Cód. de produção | Audiência (milhões) |
| --- | --------------------------------------- | ---------------------- | ----------------------------- | ------------------------------------------- | ---------------- | ------------------- |
| 1 | "Piloto" "Pilot!"                       | Jonathan Judge         | Kevin Kopelow & Heath Seifert | 16 de janeiro de 2022 1 de abril de 2022    | 101              | 0.15                |
| Milo, o querido líder geek de uma popular loja de quadrinhos, vê seu mundo virar de cabeça para baixo quando seu chefe contrata uma nova funcionária: a esquisita e animada Ruby. Atores convidados: Kelly Vrooman, James III                                                                    |                                         |                        |                               |                                             |                  |                     |
| 2 | "Desafiando" "Challenged!"              | Jonathan Judge         | Kevin Kopelow & Heath Seifert | 20 de janeiro de 2022 8 de abril de 2022    | 102              | 0.24                |
| Milo e Ruby se unem para tentar recuperar o recorde mundial de Milo, que foi batido por seu rival. Atores convidados: Makenzie Lee-Foster, Parker Pannell |                                         |                        |                               |                                             |                  |                     |
| 3 | ASA "Duped!"                            | Trevor Kirschner       | Heath Seifert & Kevin Kopelow | 27 de janeiro de 2022 8 de maio de 2022     | 105              | 0.31                |
| Milo quer impressionar o novo proprietário e compra um gibi raro. Mas, quando Ruby lhe mostra que o produto é falso, eles precisam trabalhar juntos para capturar o falsificador. Atores convidados: Makenzie Lee-Foster, Matt Bush                                                              |                                         |                        |                               |                                             |                  |                     |
| 4 | "Conflito Espacial" "Space-Conflicted!" | Leonard R. Garner, Jr. | Jeny Quine                    | 3 de fevereiro de 2022 22 de abril de 2022  | 107              | 0.25                |
| A turma descobre que uma popular saga de ficção científica está sendo gravada na região e decide se infiltrar no set para aparecer na filmagem. Atores convidados: Josh Server, Zehra Fazal |                                         |                        |                               |                                             |                  |                     |
| 5 | "O Sanduíche" "Sandwiched!"             | Jonathan Judge         | Joey Manderino                | 10 de fevereiro de 2022 29 de abril de 2022 | 103              | 0.23                |
| Milo tenta dizer a Ruby que não gosta de um de seus desenhos sem ferir seus sentimentos. |                                         |                        |                               |                                             |                  |                     |
| 6 | "Plagiado!" "Plagiarized!"              | Wendy Faraone          | Tim Barnes                    | 17 de fevereiro de 2022 15 de maio de 2022  | 109              | 0.32                |
| Ruby e Milo conhecem Kevin Smith e apresentam uma ideia de filme para ele. Porém, quando ele anuncia qual será seu próximo filme, Milo e Ruby acham que ele roubou a ideia e planejam vingança. Ator especial: Kevin Smith Ator convidado: Makenzie Lee-Foster                                   |                                         |                        |                               |                                             |                  |                     |
| 7 | ASA "Creeped!"                          | Trevor Kirschner       | Liz Magee                     | 24 de fevereiro de 2022 22 de maio de 2022  | 104              | 0.21                |
| Milo e Ruby ficam preocupados quando uma boneca sinistra de um filme de terror chega à loja. Ator convidado: Makenzie Lee-Foster |                                         |                        |                               |                                             |                  |                     |
| 8 | ASA "Recorded!"                         | Leonard R. Garner, Jr. | Heath Seifert & Kevin Kopelow | 3 de março de 2022 28 de maio de 2022       | 108              | 0.21                |
| Milo grava uma mensagem embaraçosa em um aparelho, sobre uma garota por quem ele tem uma queda. Por engano, dá a ela o brinquedo; agora, ele e a turma devem realizar uma missão impossível para recuperá-lo antes que ela ouça a mensagem. Atores convidados: Makenzie Lee-Foster, Emma Nasfell |                                         |                        |                               |                                             |                  |                     |
| 9 | ASA "Limited!"                          | Leonard R. Garner, Jr. | Heath Seifert & Kevin Kopelow | 10 de março de 2022 5 de junho de 2022      | 106              | 0.30                |
| Milo e Ruby descobrem que a Warped vai receber o mais novo e esperado console de videogame para vender, então começam a reservá-lo para as pessoas. Atores convidadas: Makenzie Lee-Foster, Parker Pannell, Josh Reiter, Peng Peng, Justin James Farley                                          |                                         |                        |                               |                                             |                  |                     |
| 10 | "Guaxinins!" "Raccooned!"               | Trevor Kirschner       | Tim Barnes                    | 17 de março de 2022 12 de junho de 2022     | 112              | 0.36                |
| Wilson sai da cidade e Ruby e Milo discutem sobre quem está no comando da Warped!; objetos ao redor do shopping começam a desaparecer e a turma tenta descobrir quem é o responsável. Atores convidados: Makenzie Lee-Foster, Parker Pannell, Emma Nasfell, Josh Reiter                          |                                         |                        |                               |                                             |                  |                     |
| 11 | "Contratada!" "Hired!"                  | Morenike Joela Evans   | Liz Magee                     | 24 de março de 2022 19 de junho de 2022     | 110              | 0.43                |
| Milo ajuda Olivia a ser contratada pela Warped, mas logo descobre que eles não trabalham bem juntos; Darby é contratada na loja de iogurtes após descobrir que os funcionários devem cantar. Atores convidados: Makenzie Lee-Foster, Emma Nasfell, Rebecca Galarza                               |                                         |                        |                               |                                             |                  |                     |
| 12 | "Talentosos!" "Talented!"               | Jonathan Judge         | Jeny Quine                    | 31 de março de 2022 26 de junho de 2022     | 113              | 0.18                |
| Após o auditório da trupe de teatro de Darby ser destruído, todos participam de um show de talentos para arrecadar fundos e Ruby inscreve Milo em uma performance incrivelmente perigosa. Atores convidados: Makenzie Lee-Foster, Parker Pannell, Emma Nasfell, Josh Reiter                      |                                         |                        |                               |                                             |                  |                     |
| 13 | "Acabado!" "Finished!"                  | Morenike Joela Evans   | Joey Manderino                | 31 de março de 2022 3 de julho de 2022      | 111              | 0.13                |
| Ruby e Milo terminam seu romance gráfico mas, quando perdem a única cópia, eles tentam encontrá-la a tempo de sua grande festa de lançamento Atores convidados: Makenzie Lee-Foster, Adam Kulbersh                                                                                               |                                         |                        |                               |                                             |                  |                     |